# ТЕС Кадуна
ТЕС Кадуна — теплова електростанція в Нігерії у центрально-північному штаті Кадуна.
Майданчик станції знаходиться на південно-західній околиці столиці штату міста Кадуна. Тут генеральний підрядник будівництва встановив вісім газових турбін італійської компанії Nuovo Pignone потужністю по 25 МВт (в інших джерелах можна зустріти показник загальної потужності станції у 215 МВт). 
Місцева влада покладала на станцію великі сподівання, оскільки в середині 2010-х проблеми з енергопостачанням викликали серйозну кризу в місцевій текстильній промисловості.  Проект, що стартував ще в 2009 році та посувався з великими затримками практично досяг будівельної готовності у 2017 році. Втім, на заваді його запуску можуть стати суперечки щодо вибору основного палива. Міністерство енергетики наполягає на використанні нафтопродуктів. Разом з тим, двопаливні турбіни ТЕС Кадуна можуть працювати й на природному газі, що обіцяє двократну економію. При цьому компанія, якій належить газопереробний завод в Roumuji біля південного міста Порт-Гаркорт вже придбала 250 спеціалізованих автомобілів для постачання у Кадуну зрідженого природного газу.